# Fright Night Part II
Fright Night Part II is een Amerikaanse horrorfilm uit 1988 onder regie van Tommy Lee Wallace.
Het filmscript is op karakters die zijn gecreëerd door Tom Holland gebaseerd en werd mede geschreven door Tommy Lee Wallace en eenmalig geadapteerd naar strip door Now Comics.

## Plot samenvatting
Na zijn aanvaring met de vampier Jerry Dandridge, ondergaat Charley Brewster (William Ragsdale) psychotherapie. Na afloop van de therapie gelooft Charlie niet meer in vampiers. Charley brengt samen met zijn nieuwe vriendin Alex Jong (Traci Lind) een bezoek aan zijn vriend Peter Vincent (Roddy McDowall), die deze keer de ware gelovige is. Dit tot irritatie van de "genezen" Charley. Tijdens het bezoek ziet Charley dat er vier doodskisten uit een kerkhof worden genomen. Als hij het appartement van zijn vriend verlaat, lopen vier vreemde mensen langs hem heen en ze stappen vervolgens in de lift. De leider van de groep, Regine (Julie Carmen) blijkt de zus van Jerry Dandridge te zijn en wraak te willen nemen op Charley en zijn vrienden wegens de dood van haar broer.

## Rolverdeling
| Acteur           | Personage        |
| ---------------- | ---------------- |
| William Ragsdale | Charley Brewster |
| Roddy McDowall   | Peter Vincent    |
| Traci Lind       | Alex Jong        |
| Julie Carmen     | Regine Dandridge |
| Jon Gries        | Louie            |
| Russell Clark    | Belle            |
| Brian Thompson   | Bozworth         |
| Merritt Butrick  | Richie           |
| Ernie Sabella    | Dr. Harrison     |